# Híbrido (biologia)

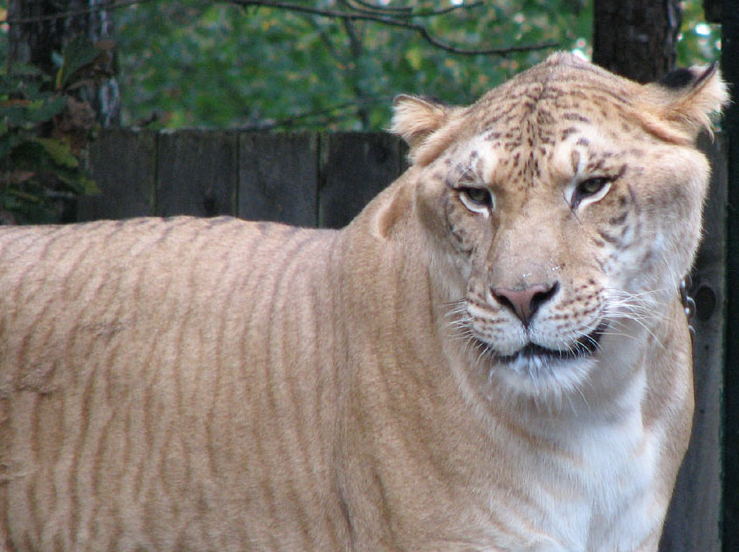
Um ligre, resultado do cruzamento de um leão com uma tigresa. Só existem ligres em cativeiro.

O termo híbrido designa um cruzamento genético entre duas espécies vegetais ou animais distintos, que geralmente não podem ter descendência devido aos seus genes incompatíveis. Este fenômeno foi estudado pela primeira vez em plantas por Joseph Gottlieb Kölreuter durante o século XVIII, embora existam citações mais antigas sobre esse assunto, tanto em plantas como em animais.[carece de fontes?]
Algumas dessas novas espécies ainda são produzidas até hoje através do cruzamento entre espécies, essencialmente para serem usadas como atrações de apresentações e locais turísticos. Atualmente, cientistas estão tentando recriar o mamute através do ADN destes animais (que foram encontrados congelados na Sibéria). Esses cientistas usarão técnicas de clonagem para fertilizar óvulos de fêmeas de elefante (seus parentes modernos). Se conseguirem, este animal será um híbrido de elefante com mamute, e provavelmente também será estéril, como a maioria dos híbridos.

## Tipos
|                                                                                 |  |                                               |
| Exemplo de híbridos simples F1, resultantes do cruzamento entre pata e marreco. |  | Pais dos híbridos exibidos na imagem ao lado. |

Os híbridos podem ser classificados como:
- Híbrido simples F1 -  é fruto do cruzamento entre espécies diferentes.
- Híbrido simples F2 - é o cruzamento entre híbridos simples F1.
- Híbrido duplo - é o cruzamento de dois híbridos simples F1.[3]
- Híbrido triplo - é o cruzamento simples F1 com uma linhagem endogâmica.[4]

## Definição

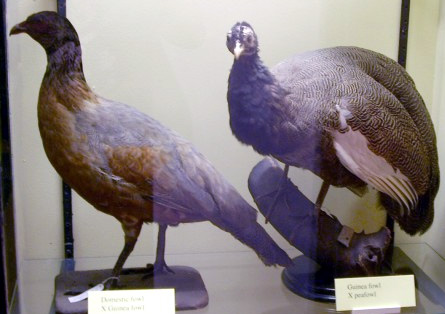
Híbridos interfamiliares: galinha x galinha d'angola (esquerda) galinha d'angola x pavão (direita), Rothschild Museum, Tring

A definição de "híbrido" em biologia pode referir-se à genética ou à taxonomia.
Na genética, o termo "híbrido" tem vários significados, todos referentes à descendência gerada por reprodução sexual. Em geral, o híbrido é sinônimo de heterozigoto: qualquer prole resultante do cruzamento de dois indivíduos homozigotos diferentes.
Já na taxonomia, "híbrido" refere-se à descendência resultante do cruzamento de dois animais ou plantas de espécies diferentes.
Existem quatro categorias de híbridos definidos pelo contexto taxonômico, porém apenas três reconhecidas e identificadas:
- Intraespecíficos: são híbridos formados a partir de indivíduos da mesma espécie, porém entre subespécies diferentes. Exemplo: entre o tigre-de-bengala e o tigre-siberiano.
- Interespecíficos: formados a partir de indivíduos de espécies diferentes, como o caso do ligre, um híbrido de tigre e leão.
- Intergenéricos: formados a partir de indivíduos pertencentes a espécies de géneros diferentes. Ex: gato domestico (nome científico: Felis silvestris catus) X serval (Leptailurus serval). Que dão origem a o Gato Savannah.

- Interfamiliares: apesar de extremamente raro, existe registro de híbridos que ocorrem com o cruzamento entre famílias diferentes. Um dos poucos exemplos são os híbridos de galinha d'angola e pavão.[7]
- Interordinal: seriam os híbridos formados entre indivíduos de ordens diferentes, porém não existem registros deste tipo.

Existe um outro tipo de híbrido que corresponde aos indivíduos que possuem uma menor distância evolutiva do que a de subespécies e são produzidos visando o melhoramento genético, na agricultura e na pecuária. Normalmente esses híbridos resultam de cruzamentos selecionados, procurando-se manter as características vantajosas dos progenitores e eliminando as desvantajosas, produzindo-se assim indivíduos ideais, do ponto de vista do produtor.

## Etimologia
O termo "híbrido" vem do grego ὕβριδης (com o sufixo de patronímico grego δη), hybris, pelo latim hybrida ou hibrida. Hýbris significa um ultraje ou um "passou dos limites" na linguagem grega: a miscigenação, segundo os antigos gregos, violava as leis naturais. Hybris significava, literalmente, "o filho de uma desmedida", pois o cruzamento entre seres que não "deveriam" cruzar era considerado uma afronta, um ultraje. Outro exemplo: Aquiles comete uma hýbris ao maltratar o corpo do falecido Heitor e não querer entregá-lo a seu pai. Em latim, hibrida é usado tanto para designar o resultado do cruzamento de espécies diferentes, como a égua com o jumento, como o filho de um romano com uma estrangeira, ou de um homem livre com uma escrava. A etimologia da palavra "híbrido" tem, no entanto, uma divergência de opiniões. Muitos etimólogos acreditam que a semelhança com a palavra hýbris é apenas fonética, o que é conhecido como falsa etimologia.

## Exemplos

### Animais

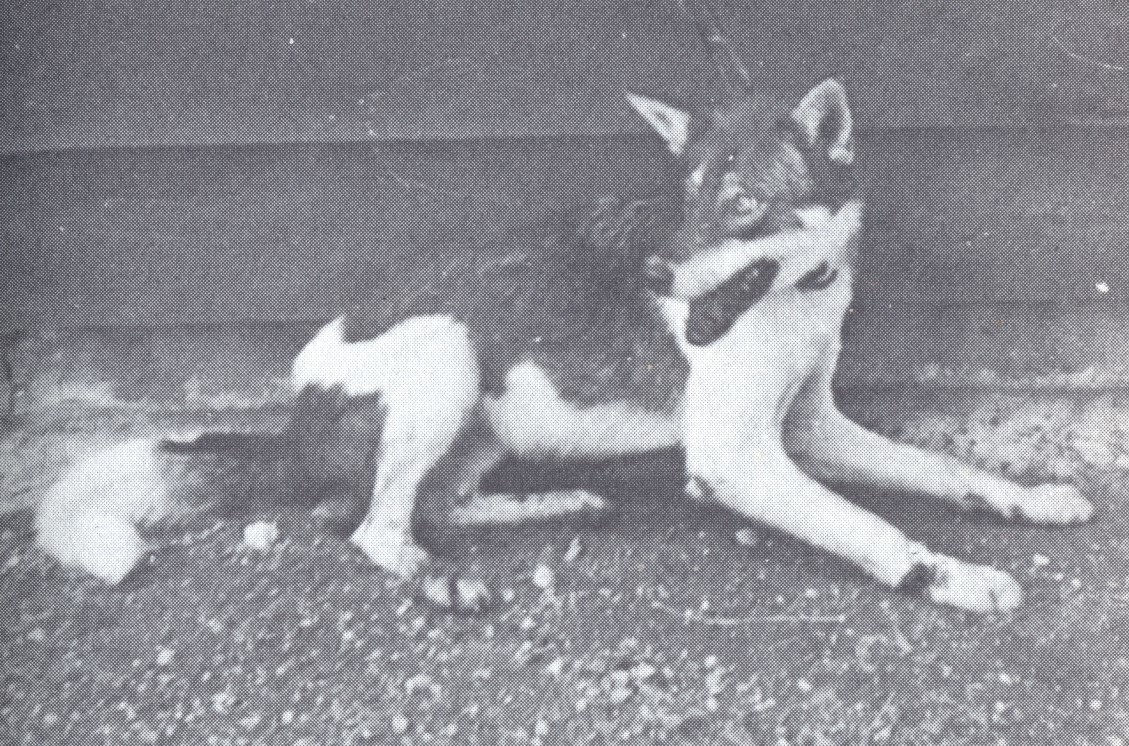
Um cão-lobo, híbrido entre um lobo-vermelho (Canis lupus rufus) e um cão doméstico (Canis lupus familiaris)

A hibridação de animais é um acontecimento de certa forma raro. Devido à existência de grandes empecilhos, a formação de híbridos, considerando que estes são inférteis, já é uma grande dificuldade, aumentando muito a criação de híbridos férteis na natureza. A mula é uma exemplo comum e fácil para explicar tal dificuldade de criar indivíduos férteis. A mula (burro) é o resultado do cruzamento de um jumento com uma égua. Estes por sua vez são indivíduos de espécies diferentes, então, como é comum, possuem um número de cromossomos diferentes. Nesse caso, a égua tem 64 e o jumento 62; os animais resultantes deste cruzamento (as mulas e os bardotos) têm 63 cromossomos: o cromossomo extra não vai ter um par homólogo, logo, o processo da meiose não se dá e, sem células reprodutoras, o animal é estéril. Existem, no entanto, dois fatores que tornam um híbrido fértil, permitindo, com isso, o nascimento de uma nova espécie (seguindo o conceito biológico de espécie): a homoploidia e a poliploidia. A hibridação homoploide resulta no cruzamento de espécies distintas, mas parentes, em que a nova espécie híbrida tem o número normal de cromossomos. A poliploidia é a existência de mais de dois genomas no mesmo núcleo celular.

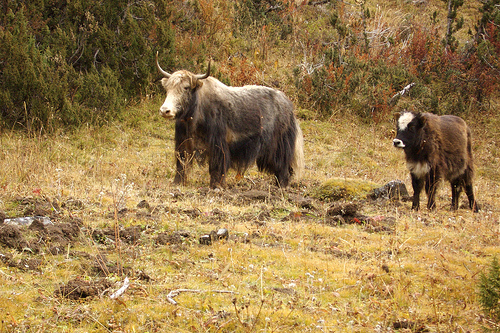
Dzo: híbrido entre uma vaca e um iaque

- Abelha africanizada - poli-híbrida;
- Bardoto - cruzamento entre um cavalo (Equus ferus caballus) e uma jumenta (Equus africanus asinus);
- Mula - cruzamento entre um jumento (Equus africanus asinus) e uma égua (Equus ferus caballus);
- Cama - cruzamento entre dromedário (Camelus dromedarius) e lhama (Lama glama);
- Cão-lobo - cruzamento entre cão doméstico (Canis lupus familiaris) e um lobo-vermelho (Canis rufus) ou lobo-etíope (Canis simensis) ou o lobo-dourado-africano (Canis lupaster). Cães domésticos e lobo-cinzentos (Canis lupus lupus) não geram híbridos entre si, pois são literalmente animais da mesma espécie
- Cayuga - cruzamento de marreco rouen (Anas platyrhynchos domesticus) e pato-escuro-americano (Anas rubripes);
- Dzo - cruzamento de iaque (Bos grunniens) com vaca (Bos taurus);
- Gato Savannah - cruzamento de gato (Felis silvestris catus) com serval (Leptailurus serval);
- Jagleão - cruzamento entre um jaguar (Panthera onca) e uma leoa (Panthera leo);
- Leopon - cruzamento entre um leopardo (Panthera pardus) e uma leoa (Panthera leo);
- Ligre - cruzamento entre um leão (Panthera leo) e uma tigresa (Panthera tigris);
- Coylobo - cruzamento entre um lobo (Canis lupus) e um coiote (Canis latrans);
- Mulard - cruzamento de  Pato-real doméstico (Anas platyrhynchos domesticus) com pato-do-mato (Cairina moschata momelanotus);[12]
- Pintagol - cruzamento, em Portugal, de pintassilgo-comum (Carduelis carduelis) com canário (Serinus canaria). Já no Brasil o cruzamento ocorre entre o pintassilgo-de-cabeça-preta (Carduelis magellanica) com o canário (Serinus canaria);
- Pumapardo - cruzamento entre um puma (Puma concolor)  e um leopardo (Panthera pardus) ;
- Shalaika - raça canina descendente do cruzamento de cães pastores-laponianos (Canis lupus familiaris) com chacais-dourados (Canis aureu)
- Tambacu - cruzamento de tambaqui (Colossoma macropomum) e pacu-caranha (Piaractus mesopotamicus);
- Tartarugas marinhas híbridas - já foram encontradas e em algumas espécies 40% delas tem ascendência híbrida;[13]
- Tigreão - cruzamento entre um tigre (Panthera tigris) e uma leoa (Panthera leo);
- Forquinho - cruzamento de golfinho (Tursiops truncatus) e falsa-orca (Pseudorca crassidens);
- Coyogue - cruzamento de cão e coiote;
- Zebralo - cruzamento de uma zebra com uma égua;
- Zebrasno - cruzamento entre uma zebra e um jumento.

### Hibridização no gênerohomo
Há intensos debates acerca da ocorrência ou não de hibridização em indivíduos do gênero homo, debates dos quais importa sobremaneira retomar o conceito de espécie a fim de demonstrar que, afinal, o conceito de espécie não necessariamente implica em barreiras à introgressão. Em mamíferos, a curva de diferenciação entre grupos de indivíduos é um processo complexo e pode ser muito demorado até que dois grupos atinjam impossibilidade genética de acasalar, ou seja, exista uma barreira pós-zigótica que impeça efetivamente a reprodução ou ao menos a geração de proles férteis. Nesse longo ínterim, ao se verificar, ainda que de forma pontual, a quebra de barreiras geológicas, a princípio, a depender das diferenças morfológicas, sociais e comportamentais, é plenamente possível a hibridização entre indivíduos de espécies diferentes. Prova deste ponto é a alta probabilidade ter ocorrido introgressões entre os ancestrais de chimpanzés e de humanos por volta de 4 milhões de anos atrás, bem como, entre primatas, ter-se por certa a hibridização por parte de chimpanzés, gibões, orangotangos e bonobos, dentre outras espécies não muito distantes do gênero humano.
Para além desta indicação a demonstrar que, se parentes próximos aos humanos são capazes de hibridizar, então não se deve rechaçar, de pronto, a possibilidade de indivíduos do gênero Homo também serem aptos a tanto. Ressalte-se, ainda, que é notável a proximidade genética entre as espécies do gênero Homo como um todo, bem como a presença de características morfológicas que, de início, não indicam impossibilidade reprodutiva. E, por fim, há o fato de diversas espécies terem vivido concomitantemente nos mesmos espaços geográficos, a presumir a existência de contato entre os grupos em determinados períodos de tempo. Portanto, é teoricamente possível (e mesmo provável) a ocorrência de hibridização entre diferentes espécies de humanos.
Das hibridizações, a que desperta interesse e curiosidade é a que envolve o cruzamento entre os Homo sapiens e os Homo neanderthalensis.
Em estudo recentemente publicado, para além de consolidar o percurso teórico que levou às conclusões quanto à probabilidade de ocorrência expostas acima, propôs-se a análise tanto morfológica quanto genética a fim de depreender se e como houve a introgressão entre as espécies. De fato, as alterações morfológicas encontradas em registros fósseis apontam para a ocorrência de hibridização, contendo tais amostras vestígios típicos de anomalias encontradas entre híbridos de outros mamíferos, notadamente as formações dentárias atípicas. E, do ponto de vista genético, amostras demonstraram que o DNA nuclear - mais apropriado para a análise proposta - guarda 2% (dos quais 25% são ativos) de introgressão quando em comparação com H. sapiens não africano.
Assim, no todo, constatou-se introgressão pouco significativa, que poderia ser conferida, inclusive, a outros fatores que não o cruzamento entre os espécimes, mas, sim, à homoplastia e à convergência evolutiva.
Em conclusão, a reforçar as análises morfológicas, chegou-se à conclusão de que a hibridização entre humanos e neandertais era possível e, de fato, ocorreu, mas que foi apenas eventual, sem acarretar mudanças genéticas significativas. Isso se deve, portanto, a fatores de isolamento reprodutivo de caráter pré-zigótico, a demonstrar que o afastamento entre as espécies se deu menos por impossibilidade genética do que por fatores comportamentais, psicológicos e sociais, no geral.
Logo, a hipótese amplamente divulgada na mídia e em certos estudos acadêmicos que indica que o neandertais teriam sido extintos pela hibridização e incorporação pelo H. sapiens se mostra precipitada, bem como pesquisas posteriores, sobretudo no campo genético, ficam dependentes de novas tecnologias. Embora as evidências genéticas pareçam indicar alguma introgressão de genes neandertais e outros hominídeos no genoma humano moderno, esses resultados exigem uma replicação mais ampla, bem como mais pesquisas sobre o genoma ancestral antes que a especiação ocorra. A avaliação morfológica fornece poucas evidências convincentes para a existência de híbridos, mas pode ser mais confiável supor que os neandertais e humanos modernos cruzaram e, portanto, que as espécies Homo tardias formaram um syngameon. Embora os relógios moleculares não tenham progredido o suficiente para descobrir quando a introgressão ocorreu em relação ao ponto de divergência genética, é claro que essas duas populações atingiram um estágio suficiente do processo de especiação para que qualquer cruzamento entre elas não resultasse na fusão dos táxons. A extinção da linhagem neandertal não foi causada por hibridização, com neandertais e AMH mantendo seu próprio destino evolutivo, apesar do cruzamento limitado.
Hibridização também parece ter ocorrido entre os neandertais e os indivíduos denisovanos (H. denisova ou H. altaiensis), conforme análise do fóssil batizado de Denny, datado de 90 mil anos e encontrado nas montanhas de Altaí, na Rússia.

### Plantas

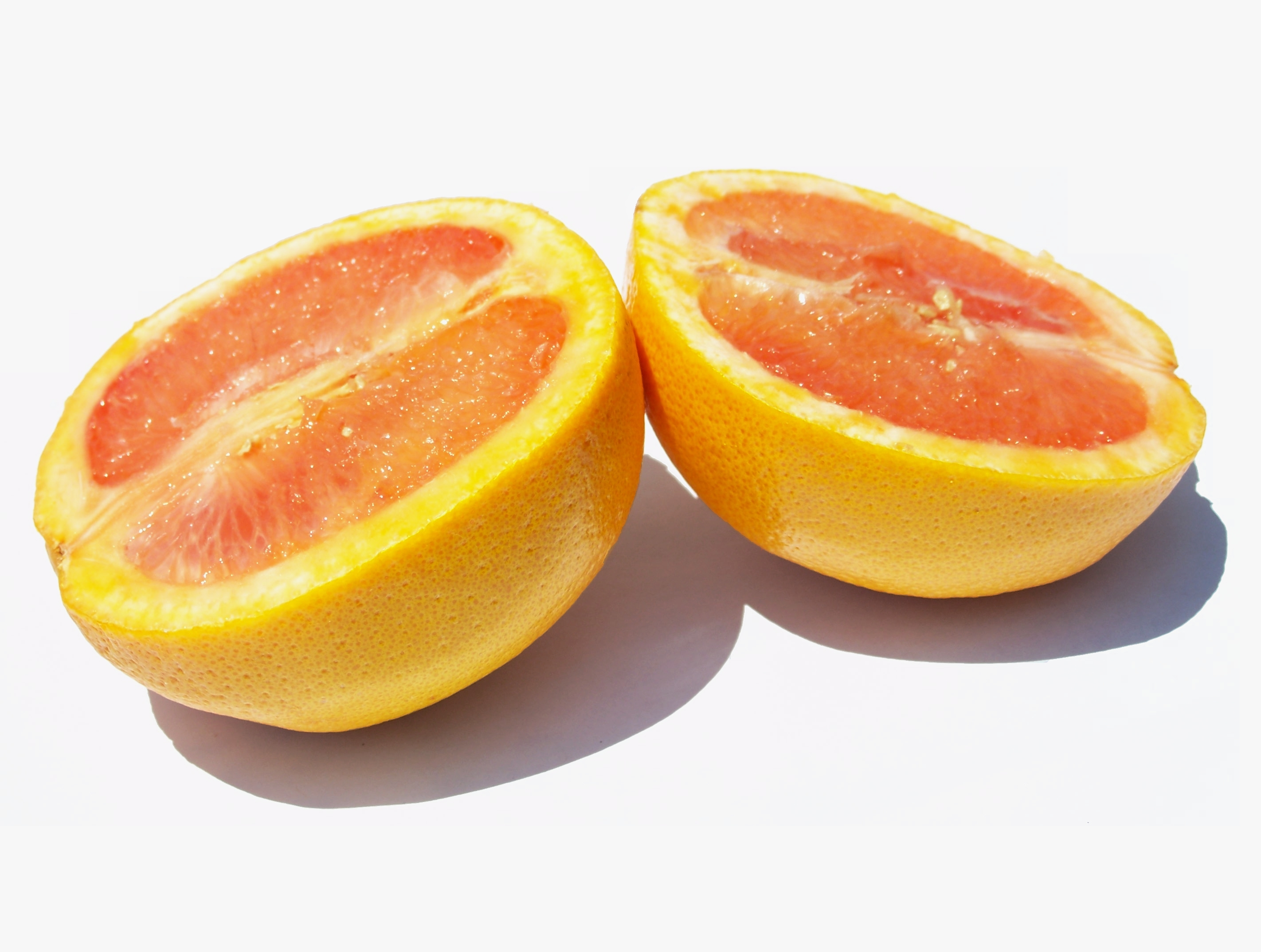
Toranja, híbrido de pomelo com Citrus × sinensis (laranja)

A poliploidia é considerada um dos processos evolutivos mais marcantes nas plantas superiores. Muitas espécies silvestres e cultivadas são poliploides, tendo surgido na natureza através de gametas não reduzidos. Esse surgimento da poliploidia faz com que seja muito mais fácil criar ou encontrar híbridos viáveis de plantas do que de animais. Um ponto muito explorado é a hibridização artificial de plantas produzindo indivíduos especializados nas características necessárias ao produtor. Mesmo as plantas possuindo uma maior facilidade de produzir híbridos devido à poliploidia, existe um desafio de compatibilidade entre indivíduos e há dúvida se a progênie terá as características requisitadas (como, por exemplo, não possuir nenhuma das características desejadas). Uma semente produzida pelo cruzamento entre duas espécies distantes evolutivamente, por exemplo, frequentemente abortará antes de se desenvolver plenamente. Esse espécime pode ser "resgatado" cultivando-se o embrião em um meio artificial até este produzir algumas poucas raízes e folhas, e então transferindo-o para o solo, onde poderá crescer como uma planta normal. Ao chegar ao estágio reprodutor, entretanto, as anomalias genéticas da planta híbrida, como a incapacidade de produzir sementes, frequentemente se manifestam.

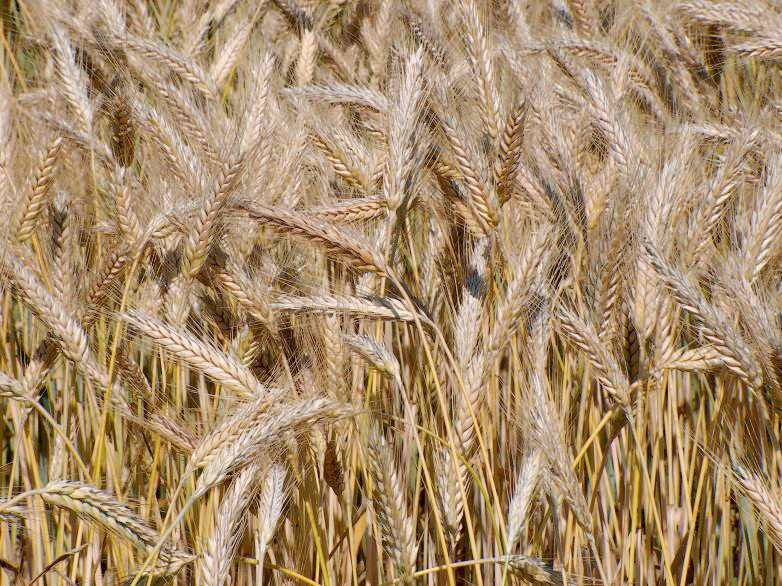
Triticale: híbrido entre trigo e centeio

Além disso, existe um forte estudo relacionado ao surgimento de novas espécies por meio de espécimes invasoras; repetindo o argumento acima, a poliploidia das plantas facilita que essas plantas invasoras se intercruzem com indivíduos já adaptados e formem proles híbridas com características destas.
- Azálea - híbridos de várias espécies do gênero Rhododendron;
- Bananeira - híbridos e poli-híbridos;
- Laranjeira - híbrido de pomelo com tangerina;
- Lima - híbrido de várias espécies, ler artigo sobre;
- Limão - também híbrido, ler artigo sobre;
- Orquídeas - muitas das vendidas em floriculturas, variedades comerciais, são híbridas e poli-híbridas;
- Tangelo -  híbrido de uma tangerina com uma toranja;
- Toranja -  híbrido de uma pomelo com uma laranja;
- Triticale - híbrido de trigo com centeio.

## Hibridismo e a evolução

### Isolamento reprodutivo
O isolamento reprodutivo é medido de 0 até 1, onde zero são indivíduos que têm a capacidade de intercruzarem e produzirem descendentes férteis e 1 a incapacidade de cruzarem e produzirem descendente férteis. Isso acontece devido ao fato de as populações passarem por diferente pressão de seleção e deriva, fazendo com que haja mudanças orgânicas no indivíduo, sejam elas causada por incompatibilidade genética, física ou comportamental. Essas mudanças são divididas basicamente em dois grupos: o isolamento pré-zigótico e o isolamento pós-zigótico.
O processo de isolamento pré-zigótico causa empecilhos relativos à fecundação:
- isolamento gamético: Incompatibilidade entre os gametas de espécies diferentes, que podem não se atrair mutuamente ou serem inviáveis no dutos sexuais ou estilos de outras espécies.
- Isolamento ecológico: é o isolamento onde não há fecundação devido a ausência de contato entre os indivíduos em condições naturais. Um exemplo já exposto acima é o ligre onde o tigre e o leão não coabitam;
- Isolamento estacional: é o isolamento devido a alguma peculiaridade temporal da época de acasalamento ou fertilidade, onde em condições naturais indivíduos não possuem a mesma época de fertilidade, claramente visto em plantas;
- Isolamento mecânico: é o isolamento causado por uma falta de compatibilidade entre os órgãos sexuais nos animais e nas plantas pela incapacidade de o pólen chegar ao óvulo devido a algum impedimento da própria planta;
- Isolamento ecológico: relativo ao arquétipo comportamental (padrão definidor de uma espécie), envolvendo fatores de assimilação entre o organismo macho e fêmea, por exemplo, identificação química efetivada por feromônios.

Já o processo de isolamento pós-zigótico é proporcional ao desenvolvimento de um organismo híbrido e sua viabilidade reprodutiva:
- Inviabilidade do híbrido: se o híbrido for incapaz de se desenvolver devido a algum defeito no surgimento do zigoto ou em algum estado embrionário.
- Esterilidade do híbrido: quando existe um desenvolvimento completo do indivíduo porém ele é incapaz de gerar descendentes.

### Heterose
É a superioridade média dos filhos em relação aos pais (vigor híbrido). Ela se aplica quando a descendência de acasalamentos consanguíneos (puros) de duas linhagens diferentes apresenta um desempenho superior à média das duas populações. A teoria que suporta a existência do efeito heterótico define que só haverá heterose quando houver diferença em frequência gênica entre as raças envolvidas no cruzamento e o efeito de dominância entre alelos não for zero. Se qualquer destas situações deixar de existir, a heterose será nula. Essa teoria parte do pressuposto de que as populações diferentes, como já foi dito anteriormente, sofrem pressões seletivas diferentes, que lhes proporcionam um isolamento sexual ocorrendo uma consanguinidade entre os indivíduos dessa população e juntamente com a deriva gênica acontece uma fixação de alguns genes homozigotos deletérios que muitas vezes, em uma combinação heterozigótica, se torna favorável. Um presente exemplo de heterose é na pecuária para fazer junção de características como, por exemplo, rusticidade e produtividade.

O cenário A mostra a inexistência da heterose quando há dominância completa. O cenário B mostra a existência da heterose por seguir as duas exigências

### Ponto de vista evolutivo
A hibridação é a junção de patrimônios genéticos diferentes a partir do cruzamento de indivíduos de populações diferentes. Esse fato pode ocorrer devido à existência de uma zona híbrida, através da migração ou dispersão de indivíduos ou pela inserção de espécies exóticas. A zona híbrida indica na natureza uma sobreposição de populações diferentes com uma ou mais características herdáveis diferentes que possuem capacidade de produzir proles viáveis e pelo menos parcialmente férteis. Este contato proporciona uma aproximação genética entre as espécies como causa da diminuição do isolamento. E devido à heterose muitos desses contatos podem resultar em uma criação de indivíduos superiores em muitas características. Porém isso só ocorre quando existe uma certa proximidade evolutiva entre os indivíduos, pois, quando há uma diferença genética muito grande, pode ocorrer a esterilidade ou inviabilidade da prole, podendo até prejudicar as populações. Existem relatos na natureza da produção de híbridos férteis, porém estes sempre são confundidos com novas espécies. Alguns cientistas não consideram a hibridação como uma potencial forma de evolução, pois apenas produz novas combinações daquilo que já existe e desde que as espécies sejam bem parecidas (exemplo: leões e tigres), gerando, portanto, apenas alterações pequenas, tais como cor e espessura dos pelos, ou seja, evolução horizontal, que, na verdade, não é evolução. A hibridação nunca produz algo realmente novo. Isso é uma divergência de opinião devido à teoria da especiação híbrida.

### Especiação híbrida
Especiação híbrida implica que a hibridização teve um principal papel na origem de uma nova espécie. Esta teoria implica que seria necessária a ocorrência de uma poliploidia ou uma homoploidia para o nascimento de proles férteis e viáveis. Como alopoliploides, que são indivíduos que duplicaram seu número de cromossomos: espécies derivadas inicialmente contêm exatamente um genoma de cada progenitor, uma contribuição de 50% de cada um, embora, em poliploides antigos, recombinação e conversão de genes possam levar a contribuições desiguais. Além disso, os alopoliploides são largamente isolados reprodutivamente por ploidia.
Na especiação híbrida recombinativa, o genoma permanece híbrido diploide (especiação homoploide). A fração de cada pai vai raramente ser 50% se retrocruzamento estiver envolvido. Espécies homoploide-híbridas podem ser apenas fracamente isoladas reprodutivamente, e são difíceis de distinguir a partir de espécies que ganham alelos por hibridação e introgressão, ou a partir de persistentes polimorfismos ancestrais. Especiação híbrida só é possível se houver um pequeno isolamento reprodutivo e se a prole híbrida for uma forma intermediária aos progenitores, então a espécie híbrida será um terceiro grupo de genótipos, e por sua vez tem que se tornar estabilizada e permanecer distinta quando em contato com um dos pais. A hibridização também pode influenciar a especiação por meio de 'reforço'. Reforço é a preferência de indivíduos por características semelhantes como mostrado no experimento de Dodd, onde a partir de uma criação de dois grupos de Drosophila pseudoobscura com diferentes dietas, que exigiam enzimas digestivas diferentes, ele observou que ao colocar esses grupos juntos existia uma preferência de seleção dos parceiros de acordo com sua própria alimentação.

A experiência com Drosophila realizada por Diane Dodd em 1989

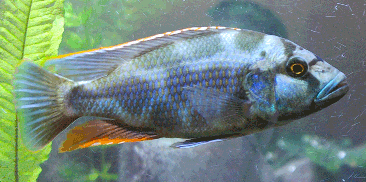
O Lago Malawi é o lar de inúmeras espécies de ciclídeos incluindo o Nimbochromis livingstonii

Então conclui-se que a barreira de acasalamento aumenta devido à seleção contra impróprios híbridos. Apesar de a hibridação contribuir para a especiação, o reforço não é levado em consideração para a especiação híbrida, porque não ocorre o surgimento de uma terceira espécie. Um exemplo real sobre especiação por hibridação é o caso dos ciclídeos no lago Malawi, apesar de muito estudo existem poucas evidências observáveis sobre a especiação hibrida. Porém, neste lago, existe uma gama de variações de ciclídeos que, a partir da análise de DNA mitocondrial, mostrou uma antiga hibridização que ocorreu antes da formação de um dos grandes grupos.